# Unione Sportiva Avellino 1995-1996
Questa voce raccoglie le informazioni riguardanti l'Unione Sportiva Avellino nelle competizioni ufficiali della stagione 1995-1996.

## Stagione
Nella stagione 1995-1996 l'Avellino torna a disputare il campionato di Serie B a distanza di 3 anni dalla precedente presenza: tuttavia si piazza al diciottesimo posto con 43 punti e retrocede immediatamente in Serie C1. La stagione inizia con Zbigniew Boniek in panchina, l'esordio in Coppa Italia è positivo, nel primo turno viene superata la Fidelis Andria, nel secondo turno l'Avellino lascia il torneo per mano della Juventus, che si impone al Partenio (1-4).
Anche l'inizio del campionato promette bene, con la vittoria all'esordio fuori casa a Venezia, poi però la squadra pian piano si disunisce e a nulla servono i due cambi di allenatore con Corrado Orrico prima e Bruno Pace dopo.
Dopo un solo anno in cadetteria, sarà di nuovo Serie C.

## Rosa
| N. |                   | Ruolo | Calciatore                 |
| -- | ----------------- | ----- | -------------------------- |
| 1  | Italia (bandiera) | P     | Stefano Visi               |
| 2  | Italia (bandiera) | D     | Paolo Cozzi                |
| 3  | Italia (bandiera) | D     | Maurizio Lizzani           |
| 3  | Italia (bandiera) | D     | Vincenzo Moretti           |
| 4  | Italia (bandiera) | C     | Emiliano De Juliis         |
| 5  | Italia (bandiera) | A     | Antonio Arcadio            |
| 6  | Italia (bandiera) | D     | Luca Monari                |
| 7  | Italia (bandiera) | C     | Carmine Esposito           |
| 8  | Italia (bandiera) | C     | Antonio Marasco (capitano) |
| 9  | Italia (bandiera) | A     | Gaetano Calvaresi          |
| 10 | Italia (bandiera) | D     | Vittorio Tosto             |
| 11 | Italia (bandiera) | A     | Pasquale Luiso             |
| 12 | Italia (bandiera) | P     | Marco Giannitti            |
| 13 | Italia (bandiera) | D     | Domenico Colletto          |
| 14 | Italia (bandiera) | C     | Fabio Bellotti             |
| 15 | Italia (bandiera) | A     | Antonio Criniti            |
| 16 | Italia (bandiera) | C     | Diego Bortoluzzi           |
| 17 | Italia (bandiera) | D     | Giuseppe Fornaciari        |
| 18 | Italia (bandiera) | C     | Fabrizio Fioretti          |
| 19 | Italia (bandiera) | A     | Umberto Marino             |

| N. |                   | Ruolo | Calciatore                       |
| -- | ----------------- | ----- | -------------------------------- |
| 20 | Italia (bandiera) | D     | Francesco Nocera (vice capitano) |
| 21 | Italia (bandiera) | D     | Giovanni Ferraro                 |
| 22 | Italia (bandiera) | P     | Pasquale Mezzacapo               |
| 23 | Italia (bandiera) | C     | Giuseppe Castiglione             |
| 26 | Italia (bandiera) | C     | Ivano Della Morte                |
| 27 | Italia (bandiera) | C     | David Stefani                    |
| 34 | Italia (bandiera) | A     | Salvatore Campilongo             |
|    | Italia (bandiera) | D     | Angelo Ametrano                  |
|    | Italia (bandiera) | D     | Francesco Bellucci               |
|    | Italia (bandiera) | D     | Rocco De Marco                   |
|    | Italia (bandiera) | D     | Antonio Minadeo                  |
|    | Italia (bandiera) | D     | Carlo Pascucci                   |
|    | Italia (bandiera) | C     | Luca Amoruso                     |
|    | Italia (bandiera) | C     | Francesco Antonio Bianco         |
|    | Italia (bandiera) | C     | Marco Chirico                    |
|    | Italia (bandiera) | C     | Francesco Fonte                  |
|    | Italia (bandiera) | C     | Alessandro Frau                  |
|    | Italia (bandiera) | C     | Franco Marchegiani               |
|    | Italia (bandiera) | A     | Giuseppe Balzano                 |
|    | Italia (bandiera) | A     | Roberto De Palma                 |

## Risultati
La formazione juniores si laurea per la prima volta nella sua storia Campione d'Italia, battendo per 2-1 l'Inter in finale.
Tabellino della gara:
Avellino: Di Stefano, Palumbo (29’ Ferrantino), Meriano, Compagnone, Cavezza, Lonardo, Frau (60’ Barbato), Carfora, Farias, Camorani (46’ G. Criniti), Verde. All.: Giovanni Montanile
Inter: Locatelli, Netrella, Russo, Capuano, Barcella, Polenghi, Mascheroni, Batti, Marelli (6’ D’Autilia, 78’ Capri), Fecchillo, Guerrisi. All.: Graziano Bini
Arbitro: Pascariello di Lecce
Marcatori: 35’ Guerrisi, 74’ Ferrantino, 85’ G. Criniti
Note: Ammonito al 36’ Batti. Calci d’angolo 9-0 (3-0) per l’Avellino. Spettatori: 1.000 circa

### Rosa
| N. |                   | Ruolo | Calciatore          |
| -- | ----------------- | ----- | ------------------- |
|    | Italia (bandiera) | P     | Domenico Di Stefano |
|    | Italia (bandiera) | P     | Guido Scognamiglio  |
|    | Italia (bandiera) | D     | Vincenzo Cavezza    |
|    | Italia (bandiera) | D     | Gaetano De Carlo    |
|    | Italia (bandiera) | D     | Gaetano Lonardo     |
|    | Italia (bandiera) | D     | Giuseppe Meriano    |
|    | Italia (bandiera) | D     | Giovanni Palumbo    |
|    | Italia (bandiera) | D     | Federico Proietti   |
|    | Italia (bandiera) | D     | Giuseppe Tavolario  |
|    | Italia (bandiera) | C     | Alfonso Camorani    |
|    | Italia (bandiera) | C     | Salvatore Carfora   |

| N. |                   | Ruolo | Calciatore                |
| -- | ----------------- | ----- | ------------------------- |
|    | Italia (bandiera) | C     | Salvatore Compagnone      |
|    | Italia (bandiera) | C     | Alessandro D'Ambrosio     |
|    | Italia (bandiera) | C     | Raffaele Ferrantino       |
|    | Italia (bandiera) | C     | Alessandro Frau           |
|    | Italia (bandiera) | C     | Vincenzo Lanciato Barbato |
|    | Italia (bandiera) | C     | Antonio Pisaniello        |
|    | Italia (bandiera) | C     | Rocco Simone              |
|    | Italia (bandiera) | C     | Stanislao Verde           |
|    | Italia (bandiera) | A     | Domenico Cannalonga       |
|    | Italia (bandiera) | A     | Gianfranco Criniti        |
|    | Italia (bandiera) | A     | Edmondo Farias            |

Allenatore: Gianni Montanile

### Campionato

#### Girone di andata
| Arbitro: | Ercolino (Ciampino) |

|  |           |                |
|  | Marcatori | 30’, 42’ Luiso |

| Arbitro: | Farina (Novi Ligure) |

|  |           |                 |
|  | Marcatori | 45’ Ghirardello |

| Arbitro: | Serena (Bassano del Grappa) |

|                                                   |           |                  |
| Monari 26’ (aut.) Masolini 48’ (rig.) Ianuale 90’ | Marcatori | 80’ (rig.) Luiso |

| Avellino 17 settembre 1995 4ª giornata | Avellino      | 0 – 0 | Foggia | Stadio Partenio\| Arbitro: \| Lana (Torino) \| |
| Arbitro:                               | Lana (Torino) |       |        |                                                |

| Arbitro: | Rossi (Ciampino) |

|              |           |           |
| Montrone 35’ | Marcatori | 22’ Luiso |

| Arbitro: | Ceccarini (Livorno) |

|                |           |           |
| Luiso 21’, 31’ | Marcatori | 81’ Lerda |

| Arbitro: | Bolognino (Milano) |

|               |           |  |
| Calvaresi 64’ | Marcatori |  |

| Arbitro: | Franceschini (Bari) |

|                            |           |             |
| Gia. Tedesco 7’ Vasari 45’ | Marcatori | 58’ Criniti |

| Arbitro: | Beschin (Legnago) |

|                    |           |  |
| Criniti 45’ (rig.) | Marcatori |  |

| Arbitro: | Rosica (Roma) |

|                           |           |           |
| V. Esposito 68’ Sesia 80’ | Marcatori | 28’ Luiso |

| Arbitro: | Tombolini (Ancona) |

|  |           |                                    |
|  | Marcatori | 51’, 52’ Pietranera 66’ Simutenkov |

| Arbitro: | L. Branzoni (Pavia) |

|                                                |           |  |
| Hubner 10’, 80’ Tramezzani 27’ Piangerelli 90’ | Marcatori |  |

| Arbitro: | Serena (Bassano del Grappa) |

|                            |           |  |
| Tosto 39’, 65’ Criniti 72’ | Marcatori |  |

| Arbitro: | Rosica (Roma) |

|         |           |  |
| Paci 2’ | Marcatori |  |

| Arbitro: | Cardona (Milano) |

|                     |           |                                    |
| Luiso 19’, 24’, 78’ | Marcatori | 11’ Nappi 37’ Montella 57’ Galante |

| Arbitro: | Trentalange (Torino) |

|                     |           |           |
| Atzori 5’ Negri 89’ | Marcatori | 15’ Tosto |

| Arbitro: | Dagnello (Trieste) |

|              |           |                       |
| Bellucci 57’ | Marcatori | 65’ Tatti 73’ Marulla |

| Arbitro: | Ercolino (Cassino) |

|                   |           |           |
| Di Giannatale 30’ | Marcatori | 12’ Luiso |

| Avellino 14 gennaio 1996 19ª giornata | Avellino            | 0 – 0 | Chievo | Stadio Partenio\| Arbitro: \| Franceschini (Bari) \| |
| Arbitro:                              | Franceschini (Bari) |       |        |                                                      |

#### Girone di ritorno
| Arbitro: | L. Branzoni (Pavia) |

|                             |           |             |
| Luiso 1’ Criniti 58’ (rig.) | Marcatori | 72’ Cerbone |

| Arbitro: | Bonfrisco (Monza) |

|                         |           |             |
| De Vitis 32’ Zanini 41’ | Marcatori | 47’ Criniti |

| Arbitro: | Gronda (Genova) |

|                                  |           |                     |
| Scarponi 13’ (aut.) Fioretti 24’ | Marcatori | 51’ (rig.) Masolini |

| Arbitro: | Dagnello (Trieste) |

|  |           |           |
|  | Marcatori | 69’ Luiso |

| Arbitro: | Beschin (Legnago) |

|                |           |  |
| Luiso 51’, 70’ | Marcatori |  |

| Arbitro: | Serena (Bassano del Grappa) |

|                        |           |  |
| Giunta 32’ Saurini 72’ | Marcatori |  |

| Salerno 10 marzo 1996 26ª giornata | Salernitana         | 0 – 0 | Avellino | Stadio Arechi\| Arbitro: \| Borriello (Mantova) \| |
| Arbitro:                           | Borriello (Mantova) |       |          |                                                    |

| Arbitro: | Tombolini (Ancona) |

|                                |           |                              |
| Marasco 49’ Criniti 61’ (rig.) | Marcatori | 12’, 38’ Compagno 46’ Vasari |

| Arbitro: | Dagnello (Trieste) |

|                                          |           |  |
| Doni 21’ Nervo 45’, 64’ G. Bresciani 80’ | Marcatori |  |

| Avellino 6 aprile 1996 29ª giornata | Avellino           | 0 – 0 | Ancona | Stadio Partenio\| Arbitro: \| De Santis (Tivoli) \| |
| Arbitro:                            | De Santis (Tivoli) |       |        |                                                     |

| Arbitro: | Gronda (Genova) |

|             |           |  |
| Colucci 70’ | Marcatori |  |

| Arbitro: | Bonfrisco (Monza) |

|                |           |                 |
| Luiso 15’, 84’ | Marcatori | 67’ Piangerelli |

| Arbitro: | L. Branzoni (Pavia) |

|                |           |           |
| Ceramicola 40’ | Marcatori | 45’ Luiso |

| Arbitro: | Racalbuto (Gallarate) |

|                     |           |  |
| Campilongo 45’, 57’ | Marcatori |  |

| Arbitro: | Bettin (Padova) |

|                                          |           |  |
| Ruotolo 3’ Nappi 32’ Montella 66’ (rig.) | Marcatori |  |

| Arbitro: | Braschi (Prato) |

|           |           |            |
| Luiso 60’ | Marcatori | 44’ Giunti |

| Arbitro: | Cesari (Genova) |

|                                |           |                                               |
| Alessio 29’ Lucarelli 45’, 67’ | Marcatori | 32’ (rig.) Campilongo 47’ Nocera 90’ De Palma |

| Arbitro: | Collina (Viareggio) |

|            |           |                            |
| Nocera 75’ | Marcatori | 19’ Baldi 34’ F. Giampaolo |

| Arbitro: | Pellegrino (Barcellona Pozzo di Gotto) |

|                                                  |           |  |
| Giordano 45’ Fornaciari 69’ (aut.) Gentilini 80’ | Marcatori |  |

### Coppa Italia
| Arbitro: | De Santis (Tivoli) |

|           |           |  |
| Luiso 23’ | Marcatori |  |

| Arbitro: | Beschin (Legnago) |

|                |           |                                                      |
| Bortoluzzi 30’ | Marcatori | 25’ Padovano 44’ Ravanelli 72’ Jugovic 76’ Del Piero |